# 全球気候モデル
全球気候モデル（ぜんきゅうきこうモデル、英: Global Climate Model, GCM）は、気候モデルのうち、大気・海洋・陸地・雪氷などの変化を考慮して、流体力学・力学・化学・物理学・生物学などの方程式を用いて地球の気候を再現し、気候の変化を表現する数理モデルを指す総称。全球モデル。どのモデルも大気循環、つまりおおまかな気象現象を再現することを目的としているため、大気循環モデル（たいきじゅんかんモデル、General Circulation Model, GCM、大気大循環モデルとも）と呼ばれる。
地球温暖化の影響予測や原因の推定などに用いられ、これがIPCCの報告書の根拠の1つにもなっており、温暖化問題がそうであるように、このモデルの結果がもたらす社会的影響は大きい。

## 歴史
世界初の気候モデルは、アメリカ合衆国ニュージャージー州プリンストンにあるGeophysical Fluid Dynamics Laboratory（地球物理流体力学研究所、海洋大気局(NOAA)傘下にある）で、真鍋淑郎とカーク・ブライアンが数年間かけて共同で開発し、1960年代に完成した。気候を数理モデルで再現する手法の研究が進められ、以後コンピュータの急速な発展や気候研究の進展によって性能が向上していった。

## 種類
コンピュータの特性と取り扱う方程式の相性に良し悪しがあることなどから、いくつかのモデルを別々に構築してその結果をお互いに結合させ、総合的な結果を出すという方式のモデルが多い。モデルは主に以下のようなものがある。
大気モデル (Atmospheric Global Climate Model, AGCM)
大気の循環や大気中の現象（降水や雲の生滅など）、熱・エネルギーや物質の移動などを再現するのに特化したモデル。
海洋モデル (Oceanic Global Climate Model, OGCM)
海洋内の循環、熱・エネルギーや物質の移動などを再現するのに特化したモデル。
大気-海洋結合モデル (Coupled Atmosphere-Ocean Global Climate Model, AOGCM)
大気モデルと海洋モデルを結合状態にしたモデル。エルニーニョ・南方振動(ENSO)現象に代表されるような海洋と大気の相互作用を表現するのに適している。単独では最も再現性が高く、これを全球気候モデルと呼ぶこともある。
これら以外に、気候に関与する現象を再現するモデルを別に置いて結合することもある。大気化学現象を再現するモデル（エーロゾルの作用やオゾンの作用を別モデルにすることもある）、雪氷現象（海氷や氷床など）の作用を再現するモデル、生物化学現象（光合成、呼吸、腐敗など）の作用を再現するモデル、炭素循環やその他の物質循環を再現するモデル、地形や植生を再現するモデルなどが、別に構築される場合がある。
地域気候モデル (Regional Climate Model, RCM)
上のような格子の大きいモデルでは表現できない小さな規模の気象現象、例えば集中豪雨や積乱雲などを表現するのに用いられるモデル。全球気候モデルとは異なり、表現する地域は全球ではなく限られた地域になる。メソスケール気候モデル(Mesoscale Climate Model, MCM)ともいい、気象モデルでいうメソスケールモデル（気象庁ではメソ数値予報モデル）にあたる。
並列コンピューティングを用いてモデル計算をする場合、並列気候モデルあるいは並列化気候モデルとも言う。

## 主な全球気候モデル
- オーストラリア、科学産業研究機構(CRISO) - CSIRO GCM
- オーストラリア、オーストラリア気象局(BOM) - BMRC GCM
- 日本、気象庁 気象研究所 - MRI-CGCM（地域モデル:MRI-CRCM）
- 日本、国立環境研究所(NIES)/東京大学気候システム研究センター(CCSR)/海洋研究開発機構地球環境フロンティア研究センター(FRCGC) - CCSR/NIES/FRCGC AGCM（大気-海洋結合モデル）
- 台湾、台湾大学 - NTU GCM
- ドイツ、マックスプランク研究所(MPI) - ECHAM(最新:ECHAM4)
- フランス、フランス気象庁 - ARPEGE GCM
- イギリス、イギリス気象庁 ハドレーセンター(Hadley Centre) - HadCM、HadGEM
- イギリス・リーディング大学およびカナダ・マギル大学 - IGCM
- カナダ、カナダ気象センター(CCCma) - AGCM、CGCM
- アメリカ、国立大気科学センター(NCAR) - NCAR および NCAR CCM(最新:NCAR CCM3)
- アメリカ、地球物理流体力学研究所(GFDL) - GFDL CM2.X、GFDL GCM
- アメリカ、カリフォルニア大学ロサンゼルス校(UCLA) - UCLA AGCM
- アメリカ、国立海洋大気局(NOAA) - GFS
- アメリカ、大気研究大学連合、国立科学財団、エネルギー省および航空宇宙局(NASA) - CCSM